# Estakáda Radíč
Estakáda Radíč je dvoukolejný vícepolový most v km 106,108 železniční trati Praha – České Budějovice (součást IV. železničního koridoru) v úseku 73 Červený Újezd–Votice ve vsi Radíč, části obce Ješetice.

## Historie
Železniční trať České Budějovice – Praha byla uvedena do provozu společností Dráha císaře Františka Josefa v roce 1871. Část tratě byla v roce 1904 zdvoukolejněna a v roce 1971 byla zahájena její elektrizace, která byla kompletně dokončena v roce 2001. V rámci modernizace IV. železničního koridoru probíhá na této trati zdvoukolejnění a úprava pro rychlost vlaků na 160 km/h (respektive na až 200 km/h). Na modernizovaném úseku dlouhém téměř 20 km bylo postaveno 35 mostů, 12 železničních propustků a dvoukolejné tunely Mezno (840 m) a Deboreč (660 m).
V pracovním úseku 73 Červený Újezd – Votice byly postaveny čtyři estakády. U vesnice Radíč byla postavena jedna estakáda dlouhá 171 m, v obci Heřmaničky byly postaveny tři mostní estakády o délkách 85 m, 180 m a 268 m. Investorem stavby byla Správa železniční dopravní cesty (od roku 2020 Správa železnic), projektantem Sudop Praha a výstavbu provedla společnost OHL ŽS, mostní konstrukce vyrobil podnik MCE Slaný. Stavba byla zahájena na podzim 2018.

## Popis
Čtyřpolový most (estakáda) je spřažený ocelobetonový most s nosnou konstrukcí s horní mostovkou pro převedení bezstykové koleje, společné pro obě koleje. Nosné konstrukce estakády byly vyráběny po částech, které byly dopraveny jako velkorozměrový náklad na staveniště. Z dílů se sestavovaly montážní dílce, které se svařily a v oblasti svarů byly opatřeny protikorozní ochranou. Dílce byly následně uloženy na mezilehlé montážní bárky, svařeny a opatřeny celkovou protikorozní ochranou.
Estakáda překonává údolí u obce Radíč a je vedena v oblouku o poloměru 1400 m v klesání 11,57 ‰ a celková délka přemostění činí 172 m. Spodní stavba je tvořena třemi piloty a dvěma opěrami, které jsou usazeny na velkoprůměrových vrtaných pilotách opřených o skalní podloží. Na této stavbě je použit mohutný pilíř tvaru A, který je schopen přenést nejen svislé zatížení od mostu, štěrkového lože i vlaků, ale i vodorovnou sílu od vlaků na obou kolejích.
Nosná konstrukce je rozdělena na spojitý trojpolový nosník s rozpětím polí 42,5 m + 50,0 m + 42,5 m a prosté pole o rozpětí 38 m. Nosná konstrukce byla na spodní stavbu uložena výsunem.
Estakáda Radíč má nejdelší hlavní pole z čtyř estakád úseku 73 a s výškou 25,1 m je i nejvyšší.

## Galerie

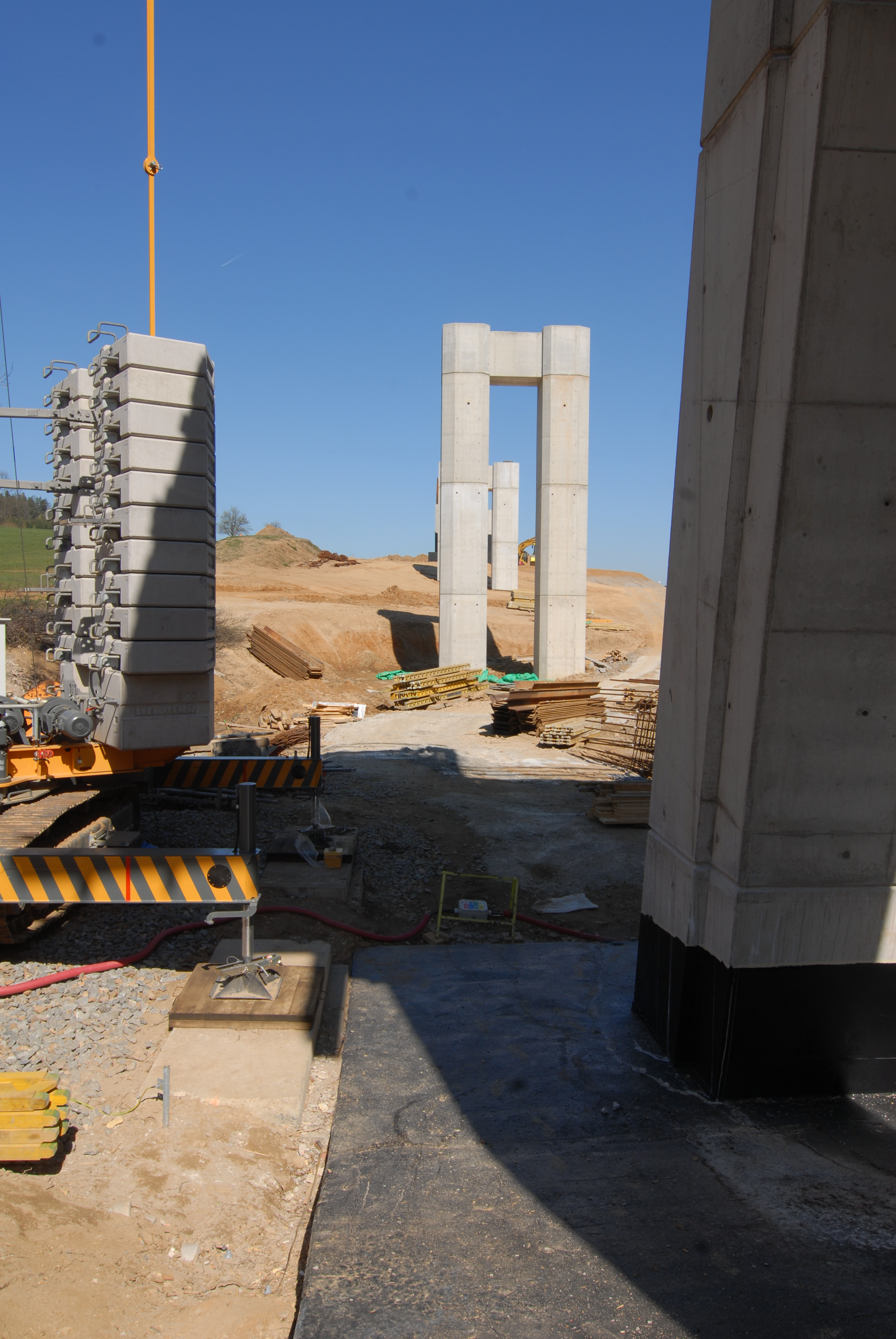
Spodní stavba během výstavby
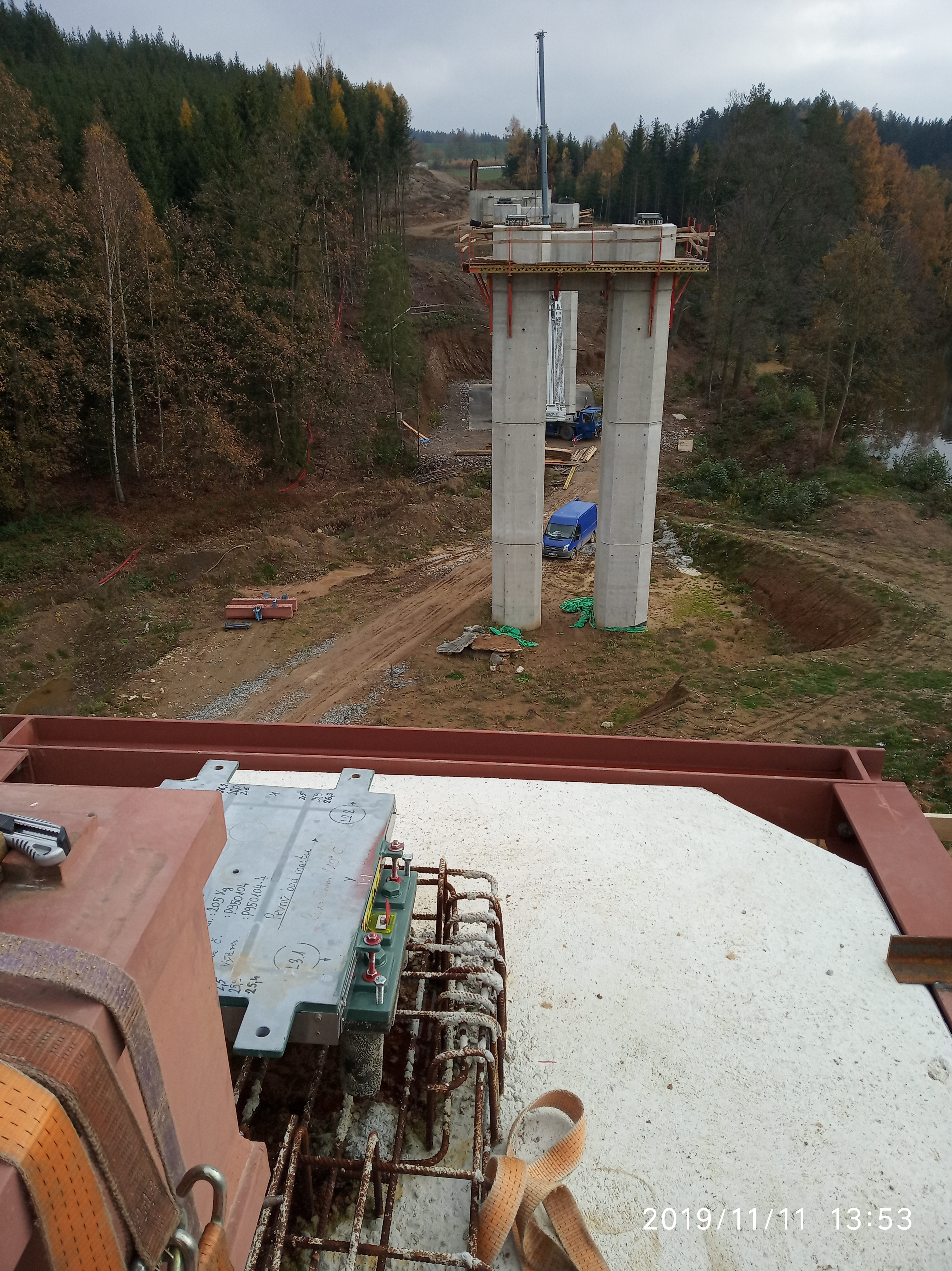
Spodní stavba připravená k výsunu OK